# Анечка идёт в школу
«Анечка идёт в школу» (чеш. Anička jde do školy) — чехословацкий детский фильм 1962 года режиссёра Милана Вошмика по книге писателя Яна Рыски «Анечка из первого „А“».

## Сюжет
Шестилетняя Анечка переезжает в Прагу со своим отцом в новый жилой комплекс. Маму положили в роддом, потому что они ждут ребёнка. Папа водитель и обычно возвращается поздно. Анечка сначала скучает по своему старому загородному дому и своему верному псу Броку, но вскоре у неё становится не так много времени чтобы предаваться воспоминаниям: она идёт в школу, где заводит новых друзей. Больше всего она сближается с маленькой Лидкой. Благодаря чуткой молодой учительнице Миладе девочка быстро влюбляется в школу. Вскоре она сможет похвастаться одноклассникам младшим братом…

## В ролях
- Михаэла Хрзановская — Анечка Чейкова
- Ивана Фишерова — Лидка Стржибрна, подруга Анечки
- Зденек Дейл — Олда Воячек
- Ян Маласка — Павел Шлехта
- Иржина Богдалова — учитель Милада Ржехакова
- Рудольф Грушинский — Алоис Чейка, отец Анечки
- Ольга Слуничкова — Чейкова, мать Анечки
- Эман Фиала — дворник Фиала
- Надежда Гаерова — Воячкова, мать Олда
- Яна Штепанкова — Шлехтова, мать Павла
- Владимир Меншик — Шлехта, отец Павла
- Стелла Зазворкова — продавщица
- Владимир Горка — ученик в очках Руда Кахун
- Лилиана Мартони — Юлинка
- Милан Свобода — пионер
- Франтишек Максиан — пионер

## Литературная основа
Фильм — экранизации книги для детей «Анечка из первого „А“» писателя Яна Рыски, которая является продолжением его книги «Анечка и её друзья». Впервые она была опубликована в 1962 году издательством «Státní nakladatelství dětské knihy» (Государственное издательство детской книги), второе издание вышло в 1968 году, а третье — в 1974 году.
В переводе на русский язык книга вышла в издательстве «Детская литература» в 1983 году.

## Фестивали и награды
- 1963 — Национальный показ чехословацких фильмов для детей и юношества в Готвальдов (Чехословакия) — почётный диплом
- 1963 — Фестиваль чешских и словацких фильмов в Усти-над-Лабем (Чехословакия) — почётное упоминание
- 1963 — Международный кинофестиваль для детей и молодежи в Венеции (Италия) — Серебряный лев
- 1977 — 15-й Международный кинофестиваль для детей и молодежи в Хихоне (Испания) — диплом